# برتراند دينيس
برتراند دينيس (بالفرنسية: Bertrand Denis) هو شخصية أعمال وسياسي فرنسي، ولد في 1 سبتمبر 1902 في فرنسا، وتوفي في 5 فبراير 1986 في فرنسا. حزبياً، نشط في الاتحاد الوطني للجمهوريين المستقلين. وقد انتخب  (1945 – 1986) وانتخب رئيس بلدية Contest, Mayenne ‏ وانتخب député de la Mayenne ‏ (23 نوفمبر 1958 – 2 أبريل 1978).